# Айос-Констандинос (Лавреотики)
Айос-Констандинос (греч. Άγιος Κωνσταντίνος — «Святой Константин») — село в Греции. Административно относится к общине Лавреотики в периферийной единице Восточная Аттика в периферии Аттика. Расположено на высоте 159 м над уровнем моря, в 5 км к северо-западу от Лавриона. Население 659 человека по переписи 2011 года.

## История

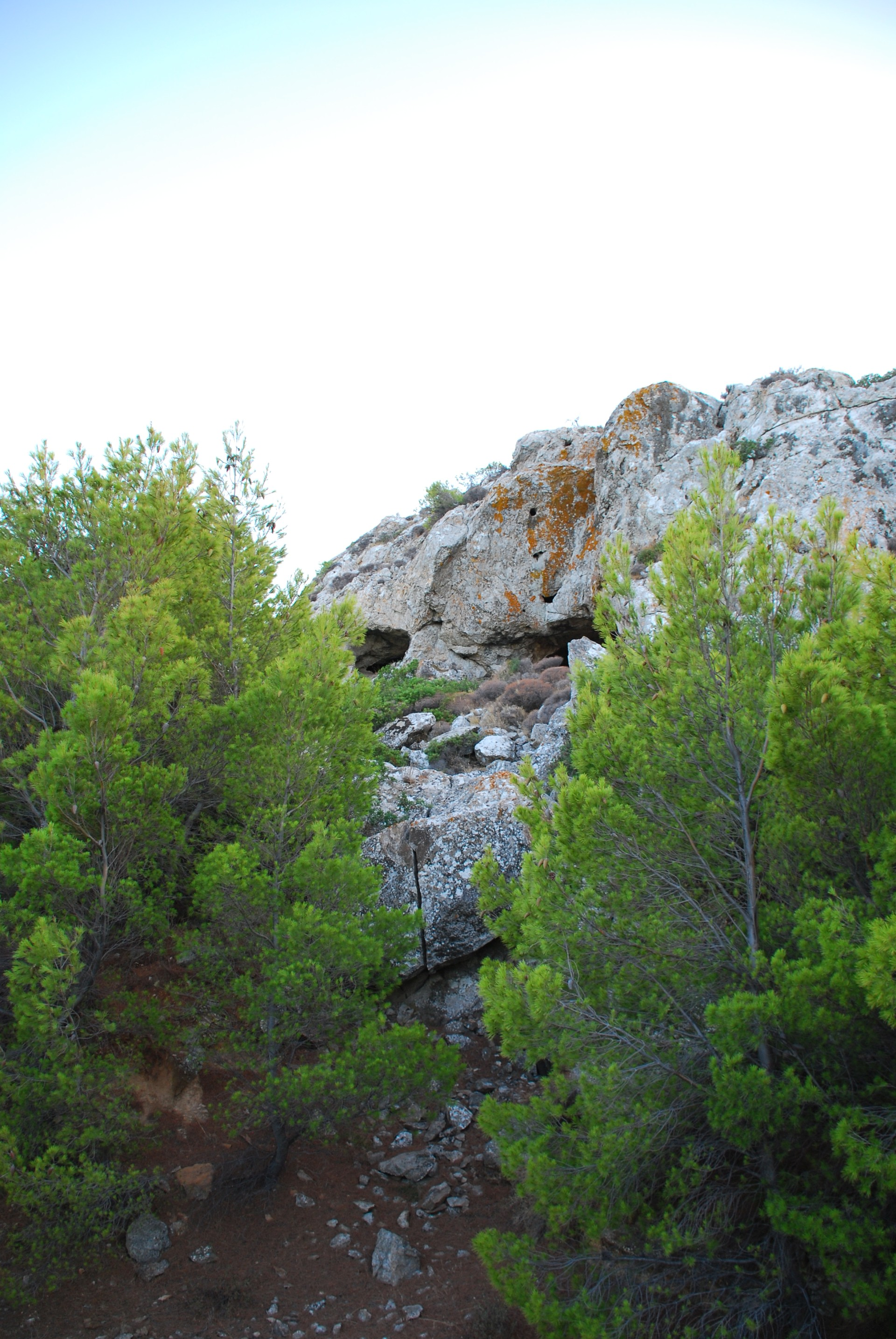
Пещера Кицос

В карстовой пещере Кицос (Кицу, Σπήλαιο Κίτσου) на высоте 288 м над уровнем моря на восточном склоне холма Микро-Римбари ( или Кицу) над селом Айос-Констандинос обнаружены одни из старейших следов обитания человека. Они относятся к палеолиту (40 тыс. лет назад), в основном к позднему неолиту (5300—4300 гг. до н. э.). Пещера использовалась в классический и эллинистический периоды (V—IV вв. до н. э.) как святилище (как и пещера в Франхти). В XIX веке в ней укрывался разбойник Кицос, по имени которого названа пещера. Главный вход обращён на восток. Пещера раскопана в 1968—1978 годах Французской археологической школой в Афинах под руководством Николь Ламберт (Nicole Lambert). Непосредственно под верхним слоем, который дал материал классического времени, обнаружены остатки эпохи неолита — кости людей (без могил) и животных, орудия из обсидиана и кремня (последних немного), несколько топоров из полированного камня, инструменты и бусины из камня и кости, фрагменты керамики. Много костей, преимущественно козьих и заячьих, но есть и другие — птиц, рыб, пресмыкающихся и лягушек, а также раковины. Зондажи у входа в пещеру позволили сделать ряд наблюдений о климатических изменениях в этой части Греции в конце четвертичного периода. Некоторые из находок выставлены в Археологическом музее Лавриона. В пещерах Кицос, Теопетра и Алепотрипа найдены золотые и серебряные изделия, которые доказывают наличие морской торговли в неолите-бронзе в бассейне Эгейского моря.
В античное время поселение называлось Маронея (др.-греч. Μαρώνεια).
Айос-Констандинос находится в центре Лаврийских рудников, одного из важнейших горнорудных районов в древности. Добыча серебра в этом районе началась в XVI веке до н. э. Роль рудников резко возросла после того, как в 483—482 годах до н. э. в Маронее была найдена третья, особо богатая серебром жила (не выходящая на поверхность). Максимальный уровень производства приходится на V—VI вв. до н. э. (в это время выработано большинство античных шахт).
До 1954 года (ΦΕΚ 188Α) село называлось Камариза (Камареза, Καμάριζα).

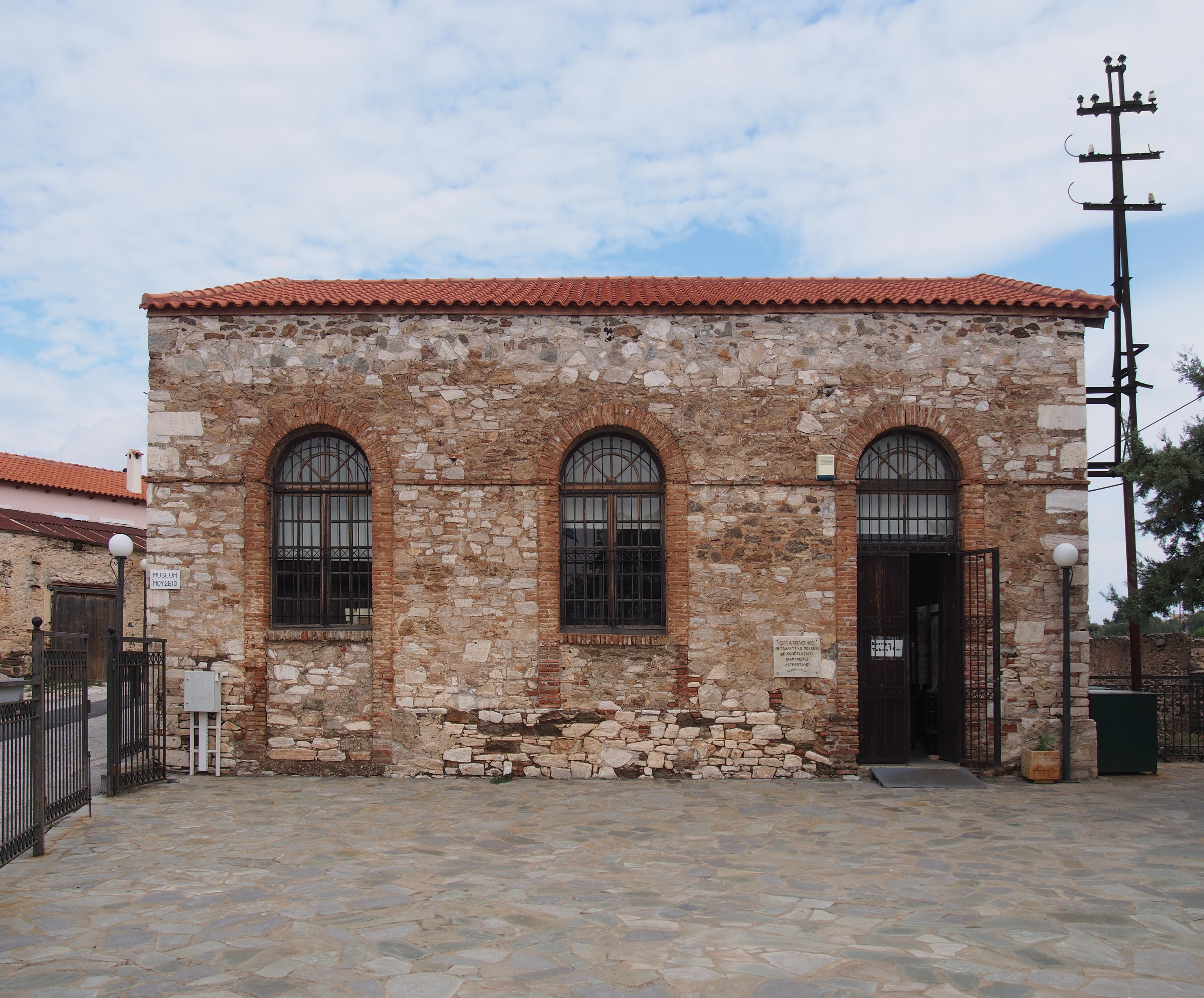
Минералогический музей

На месте шахты классического периода (V век до н. э.) в Камаризе вновь построена шахта французской компанией под руководством директора Джованни Баттисты Серпьери, которая эксплуатировала Лаврийские рудники в XIX веке. Подземные туннели расположены на глубине около 165 метров, их длина — несколько десятков километров. В 1869 году компания Hilarión Roux et Cie построила железную дорогу до Лавриона с туннелем, первым в стране. По железной дороге руда и шлаки вывозились в порт.
В сентябре 2006 года в надземном здании машинного зала шахты основан Минералогический музей.

## Сообщество Айос-Констандинос
Сообщество Камариза (Κοινότητα Καμαρίζης) создано в 1948 году (ΦΕΚ 45Α). В 1954 году (ΦΕΚ 188Α) переименовано в Айос-Констандинос (Κοινότητα Αγίου Κωνσταντίνου). В сообщество Айос-Констандинос входит деревня Эсперидес. Население 728 человек по переписи 2011 года. Площадь 10,508 км².
| Населённый пункт  | Население (2011), человек |
| ----------------- | ------------------------- |
| Айос-Констандинос | 659                       |
| Эсперидес         | 69                        |

## Население
| Год  | Население, человек |
| ---- | ------------------ |
| 1991 | 504                |
| 2001 | 602                |
| 2011 | ↗ 659              |